# Rememberings
Rememberings este o carte autobiografică de Sinéad O'Connor publicată pe 1 iunie 2021 de Sandycove, de la editura Penguin Books.

## Rezumat

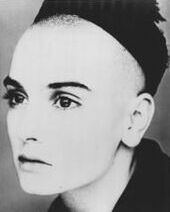
Sinéad O'Connor în 1988

Sinéad O’Connor nu și-a dorit niciodată să fie celebră și a știut dintotdeauna că faima nu îi va aduce decât suferință. În romanul său autobiografic, ea își amintește cum a plâns „ca un copil în fața porților iadului” atunci când a aflat că albumul ei I Do Not Want What I Haven’t Got și single-ul „Nothing Compares 2 U” au ajuns pe primul loc în topuri. Totul s-a înrăutățit de atunci. În 1992, cântăreața a apărut la emisiunea televizată Saturday Night Live și a interpretat “Fight the real enemy!” în timp ce rupea o fotografie cu Papa Ioan Paul al II-lea. Ea mărturisește în  carte că gestul ei a fost inspirat de articolele despre scandalurile legate de pedofilie în Biserica Catolică, de propria ei copilărie chinuită și de un prieten pe care îl numește Terry, care tocmai îi povestise că folosea copiii pe post de „catâri” pentru traficul de droguri și că se așteaptă să fie ucis într-o luptă de bande criminale. „Adevăratul dușman” din melodia ei erau, de fapt, oamenii care aveau să îl ucidă pe Terry, ceea ce s-a și întâmplat două zile mai târziu.
Comportamentul ei a avut consecințe negative. Când a ieșit din clădirea NBC, oamenii au atacat-o cu ouă. Oriunde merge, era respinsă de toată lumea, cu o atitudine aproape teatrală. Albumul ei era distrus în cadrul unor proteste organizate public. Managerul ei s-a încuiat în camera lui timp de trei zile, iar tatăl ei i-a sugerat să își reia studiile universitare. Câteva săptămâni mai târziu, când a apărut la un concert dedicat lui Bob Dylan, a fost la un pas de a stârni o revoltă generală. Singurul care i-a luat apărarea în acel moment a fost Kris Kristofferson.
Sinéad, considerată până atunci o vedetă pop mai ciudată, dar care avea motivele ei, a devenit brusc o proscrisă, iar cariera ei s-a împotmolit. Totuși, ea mărturisește că poate așa a fost mai bine. Deși înțelege că a distrus visurile celor din jurul ei, acestea nu erau și visurile ei. „Nimeni nu m-a întrebat vreodată care erau visurile mele; pur și simplu s-au supărat pe mine pentru că nu eram ce voiau ei să fiu.”
Cartea se oprește după incidentul cu Papa, apoi reia acțiunea în 2015, când artista a suferit o histerectomie și a urmat o lungă perioadă de depresie și de pierdere a amintirilor ei din ultimii ani. Pasajele anterioare din carte, relatate pe un ton copilăresc, descriu abuzurile fizice și emoționale din partea mamei sale. „Mamei nu îi plac fetițele”, scrie ea. Mama ei o încuia zile întregi în cameră, o bătea cu cruzime. La un moment dat, a condus mașina cu Sinéad înăuntru într-un trafic infernal; până la urmă, mama ei chiar a murit într-un accident auto. În carte sunt incluse fotografii din copilăria ei, care confirmă cele spuse. Într-o fotografie, fetița este îmbrăcată ceremonios și are un aer foarte trist și deprimat. În alta, este furioasă, căci furia împotriva mamei ei se răspândea asupra tuturor celor din jur. „Nu reușeam să accept că pe ea eram furioasă, așa că mă răzbunam pe toată lumea”. 
La 11 ani a fost grav rănită când se afla pe peronul gării, iar un băiat a deschis ușa unui tren în viteză și a lovit-o în cap. A crescut, practic, haotic, chiulea de la școală și fura compulsiv; la un moment dat, împreună cu mama ei, a furat bani din cutiile de caritate. Când a descoperit chitara, a început să participe la spectacole pentru tinere talente. La 18 ani a semnat primul contract muzical, la 19 ani s-a ras în cap, iar la 20 de ani l-a născut pe primul dintre cei patru copii ai săi, refuzând categoric să facă o întrerupere de sarcină. La 21 de ani era faimoasă, iar la 24 de ani era disprețuită.
Pentru Sinéad, care se lupta cu singurătatea, emoțiile scenice, lipsa încrederii în sine, agorafobie și tulburare de stres posttraumatic, celebritatea a însemnat o suferință copleșitoare. Aproape toți cei pe care îi cunoștea voiau fie să o salveze (de exemplu, Michael Hutchence⁠(d) de la INXS), fie să o chinuie, precum Prince. Atunci când Prince a invitat-o la casa lui din Los Angeles, ea și-a imaginat că se vor îndrăgosti sau măcar vor mânca prăjituri împreună. Dar nu a existat nicio prăjitură. Ea mărturisește că Prince locuia într-o casă cu ferestrele acoperite pentru că nu suporta lumina, după cum a aflat de la un servitor, care era, de fapt, fratele cântărețului. Prince a afișat atunci un comportament crud și țipa la ea, dar, deși la început, tânăra nu s-a lăsat intimidată, până la urmă s-a simțit captivă în acea casă izolată. „Vreau să plec și mi se spune că nu pot”. De frică, a sărit din mașina lui. Aceasta este o latură aproape de nerecunoscut a lui Prince, însă, ca mai toate celelalte aspecte ale cărții autobiografice, pare extrem de reală.
Rememberings este o carte fragmentată, cu o structură non-liniară, ca urmare a pierderii memoriei de către O’Connor. Astfel se explică unele pasaje surprinzătoare: artista a studiat teologia, s-a convertit la islam, s-a căsătorit și a divorțat de patru ori, s-a declarat asexuală, a fost voluntar într-un spital pentru veteranii de război și, în final, a încercat să se sinucidă.
Fusese deja internată de mai multe ori pentru probleme psihice înainte de a-i atrage atenția Dr. Phil (Phil McGraw), care s-a oferit să sponsorizeze internarea ei într-un centru terapeutic, dacă ar fi acceptat să apară în emisiunea lui. „Chiar am crezut că Dumnezeu l-a trimis pe Dr. Phil”, scrie ea. Însă nu Dumnezeu îl trimisese. Dr. Phil nu a fost nici primul, nici ultimul care a exploatat-o pe artista incredibil de naivă și de bună-credință, însă ceea ce a șocat-o în mod special a fost indiferența lui absolută față de situația ei dureroasă și lipsa oricărei dorințe de a o ajuta în spatele camerelor de filmat.
În final, O’Connor scrie că nu dorește să fie compătimită, nici măcar plăcută. Nu ar schimba nimic din tot ce s-a întâmplat, căci „Pentru unele lucruri merită să fii un paria”.

## Scriere
Sinéad O'Connor a început să scrie cartea în ianuarie 2015. În luna august a aceluiași an, a suferit o histerectomie, care a fost urmată de o cădere nervoasă și o recuperare îndelungată, lăsând-o „incapabilă să-și amintească nimic din ce a avut loc înainte”. De asemenea, autoarea a atribuit pierderea memoriei fumatului excesiv de canabis. O'Connor a reluat scrisul după o pauză de câțiva ani, iar lansarea cărții a fost anunțată în decembrie 2020. Volumul de memorii este dedicat în primul rând „tot personalului și pacienților de la Spitalul Universitar St. Patrick din Dublin”.

## Receptare critică
Cartea a primit recenzii favorabile. The Independent a inclus-o în lista cărților lunii, spunând că Rememberings reprezintă „o relatare captivantă a celebrității moderne și o relatare profund sinceră a propriei ei „epave” de viață”, adăugând că O'Connor abordează „adevărurile sumbre despre sex și putere în lumea modernă”. The Christian Century a declarat că „ Rememberings o dezvăluie ca pe o povestitoare talentată, precum și o contrariantă cu inima blândă, cu talent de a băga un deget în ochii celor puternici”. Scriind pentru RTÉ.ie, Sinéad Crowley a complimentat „stilul frumos de direct” al cărții. Cartea a fost, de asemenea, descrisă ca fiind „unic de ascuțită, perspicace, (...) amuzantă”, „inspirațională, eliberatoare, hilară și fascinantă”, „un monument atent lucrat pentru cineva care a făcut-o în felul său”.
Cartea a debutat pe primul loc pe lista bestsellerurilor irlandeze, vânzându-se în 2.982 de exemplare în prima săptămână.